# Six Jours de Pittsburgh
Les Six Jours de Pittsburgh sont une course cycliste de six jours disputée au Duquesne Gardens, à Pittsburgh, aux États-Unis. Huit éditions ont lieu entre 1908 et 1940.

## Palmarès
| Année            | Vainqueur                                    | Deuxième                                        | Troisième                                        |
| ---------------- | -------------------------------------------- | ----------------------------------------------- | ------------------------------------------------ |
| 1908             | Willy Fenn Frank Kramer                      | Ivar Lawson Eddy Root                           | Walter Bardgett Frank Galvin                     |
| 1909-33          | Non-disputés                                 |                                                 |                                                  |
| 1934 (Mars)      | Jules Audy William "Torchy" Peden            | Frank Bartell Piet van Kempen                   | Anthony Beckman Reginald McNamara                |
| 1934 (Septembre) | Henri Lepage Jimmy Walthour                  | Gustav Kilian Heinz Vöpel                       | Sydney Cozens William "Torchy" Peden             |
| 1935 (Avril)     | Albert Crossley Jimmy Walthour Charly Winter | James Corcoran Jack McCoy Henri "Cocky" O'Brien | Reginald Fielding Fred Ottevaire Piet van Kempen |
| 1935 (Octobre)   | Gustav Kilian Heinz Vöpel                    | Albert Crossley Charly Winter                   | Henri Lepage William "Torchy" Peden              |
| 1936             | Non-disputés                                 |                                                 |                                                  |
| 1937             | Jules Audy Heinz Vöpel                       | Doug Peden William "Torchy" Peden               | Laurent Gadou Gustav Kilian                      |
| 1938             | Albert Crossley Jimmy Walthour               | Fred Ottevaire Cecil Yates                      | Jules Audy Ernst Bühler                          |
| 1939             | Non-disputés                                 |                                                 |                                                  |
| 1940             | Robert Thomas Jimmy Walthour                 | Douglas Peden William "Torchy" Peden            | Jules Audy Heinz Vöpel                           |